# Jennifer Frank
Jennifer Frank (* 20. Februar 1979 in Nürtingen) ist eine deutsche Schauspielerin, Theaterregisseurin, Synchron- und Hörspielsprecherin.

## Leben
Ihre ersten Schauspielerfahrungen machte Frank in Kurzfilmen von Achim Michael Hasenberg und wurde 2001 am renommierten Max Reinhardt Seminar aufgenommen und studierte dort bis 2005. Ebenfalls 2005 belegte sie Schauspielkurse bei István Szabó. Frank besaß Engagements am Burgtheater und am Volkstheater in Wien, am Schauspiel Köln, Deutsches Schauspielhaus und Theater Neumarkt Zürich. Außerdem hat sie in zahlreichen Fernseh- und Kinofilmen mitgespielt. 2019 reüssierte sie mit dem selbstgeschriebenen Theaterstück Rock Around The Cock, bei dem sie auch Regie führte, im Ballhaus Ost.
Frank lebt in Berlin und hat zwei Kinder.

## Filmografie (Auswahl)
- 1997: Torso Dual
- 1999: Das Duell
- 2001: Die Vereinigung
- 2005: Rose
- 2008: Ihr könnt euch niemals sicher sein
- 2009: Wanna Be
- 2009: Operación Cannabis
- 2009: Tatort: Familienbande
- 2010: Alle Tage meines Lebens
- 2011: SOKO Köln: Hexen, Huren, Henker
- 2016: Großstadtrevier: Harrys Angst
- 2016: Binny und der Geist: Villa Sonnenschein
- 2016: Ein Teil von uns
- 2016: Die Kanzlei: Im Netz
- 2017: Chaos-Queens: Die Braut sagt leider nein
- 2017: In aller Freundschaft – Die jungen Ärzte: Rückfälle
- 2018: Die Rosenheim-Cops: Vom Blitz getroffen
- 2018: Alarm für Cobra 11 – Die Autobahnpolizei: Schutzengel
- 2019: Bettys Diagnose: Zweierlei Schmerz

## Hörspiele (Auswahl)
- 2004: Thomas Bernhard: Holzfällen (Der Auftritt des Burgschauspielers) – Bearbeitung und Regie: Ulrich Gerhardt (Hörspielbearbeitung – ORF/Max Reinhardt Seminar)
- 2008: Gunter Preuß: Alles paletti (Mimi) – Regie: Thomas Werner (Original-Hörspiel, Kinderhörspiel – WDR)
- 2011: Chris Ohnemus: Rette sich, wer kann (Frau Wächter) – Regie: Martin Zylka (Originalhörspiel – SR/RB)
- 2012: Gerard Donovan: Winter in Maine (Reporterin) – Bearbeitung und Regie: Thomas Blockhaus (Hörspielbearbeitung – WDR)

Quellen: OE1-Hörspieldatenbank für die österreichische und die ARD-Hörspieldatenbank für die deutschen Produktionen

## Theater (Auswahl)
- 2004: Chorphantasie, Burgtheater, Regie: Christiane Pohle
- 2004: Erlkönigs Erdbeermund, Burgtheater, Regie: Esther Muschol
- 2005: ...liebe mich irgendwie..., Prater (Berlin), Regie: René Pollesch
- 2014: Betrunkene, Schauspielhaus Düsseldorf, Regie: Viktor Ryschakov
- 2016: And then we took Berlin, Ballhaus Ost, Regie: Lydia Ziemke
- 2017: Wie kann ich dich finden, zu mir ziehen und überreden zu bleiben, Nationaltheater Mannheim, Regie: Friederike Heller
- 2019: Die verlorene Ehre der Katharina Blum, Theater am Werk Petersplatz, Regie: Harald Posch
- 2024: I Want You To Panic!, Theater Cöpenick, Regie: Achim Michael Hasenberg

Die Stücke als Ensemble-Mitglied beim Volkstheater (Wien) (2004–2007), Schauspiel Köln (2008–2013), Deutsches Schauspielhaus (2014/2015) und Theater Neumarkt Zürich (2016/2017) sind noch nicht aufgelistet.

## Auszeichnungen
- 2004: Vontobel-Preis
- 2006: Karl-Skraup-Preis: Beste Nachwuchsschauspielerin
- 2010: Theater heute Kritikerpreis[4]
- 2013: Theater heute Kritikerpreis[5]
- 2017: Grimme-Preis-Nominierung (Ein Teil von uns)